# Dominio di Weiss
Il dominio di  Weiss è una piccola area nella struttura cristallina di un materiale ferromagnetico, i cui grani hanno un'orientazione magnetica.
Nel momento in cui lo stesso materiale viene sottoposto ad un campo magnetico, i domini di Weiss vengono orientati secondo un'unica direzione. Una volta portato il materiale ferromagnetico nello stato di saturazione si può affermare che esso ha raggiunto una polarizzazione magnetica totale, con la magnetizzazione di tutti i domini di Weiss allineata lungo un'unica direzione. Nello stato smagnetizzato invece la direzione della magnetizzazione all'interno dei domini di Weiss risulta diretta mediamente in modo casuale. Questo è il motivo per il quale, dal punto di vista macroscopico, il corpo non appare magnetizzato.
Nel momento in cui verrà rimosso il campo magnetico esterno, il materiale sarà comunque in grado di esercitarne uno proprio in seguito alla magnetizzazione residua, detta rimanenza. La coesistenza di più domini di Weiss determina un rumore elettromagnetico, detto effetto Barkhausen, misurabile in termini di una grandezza detta parametro magnetoelastico MP.

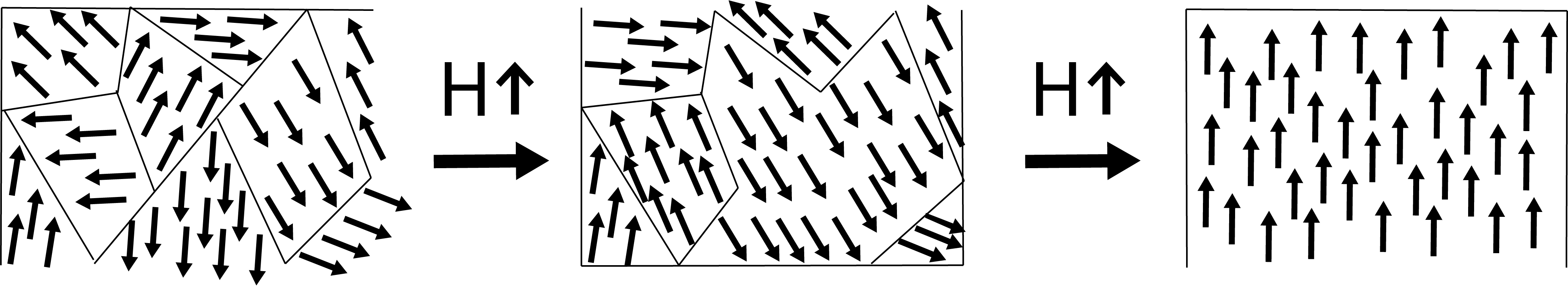
Rappresentazione schematica dei domini di Weiss di un materiale sottoposto ad un campo magnetico esterno crescente